# Macrocentrus atratus
Macrocentrus atratus är en stekelart som beskrevs av Muesebeck 1932. Macrocentrus atratus ingår i släktet Macrocentrus och familjen bracksteklar. Inga underarter finns listade i Catalogue of Life.